# Thérèse Clerc
Thérèse Clerc (Parigi, 9 dicembre 1927 – Montreuil, 16 febbraio 2016) è stata un'attivista francese.
Membro del Movimento per la libertà dell'aborto e del controllo delle nascite (Mouvement pour la liberté de l'avortement et de la contraception, MLAC), eseguì aborti clandestini per donne in difficoltà nel suo piccolo appartamento di Montreuil fino al 1975, quando questi furono legalizzati da Simone Veil. Nel 2000 fondò la Maison des Femmes, un centro culturale, sociale e femminista per donne vittime di violenza, poi ribattezzato Maison Thérèse Clerc. Per molti anni ha lottato per la creazione di una casa autogestita per donne anziane a Montreuil, riuscendo infine ad istituire la Maison des Babayagas nel 2013.

## Biografia
Crebbe in una casa borghese della città di Bagnolet, dove suo padre lavorava per un'azienda di libri. Dopo aver ottenuto un impiego nel settore della cappelleria, sposò un imprenditore di pulizie industriali all'età di 20 anni. In quanto cattolica, distribuì il settimanale Témoignage chrétien e incontrò i sacerdoti operai di ritorno dal servizio militare in Algeria. Avrebbe detto: "Ho incontrato Marx nella chiesa di via Charonne". Nonostante la posizione della Chiesa riguardo alle donne la spinse ad allontanarsene, negli ultimi anni della sua vita ammise di essere più agnostica che atea, forse persino credente: "Dio è un fare domande perché non è dimostrabile. Dio è credibile solo nel dubbio, lo trovo divertente".
Negli anni '60 lavorò in un grande magazzino, prese parte a manifestazioni contro le guerre in Indocina e in Algeria e sostenne gli aborti legalizzati in quanto membro del MLAC. Dopo aver divorziato nel 1969 acquistò un piccolo appartamento a Montreuil, dove avrebbe praticato aborti clandestini fino all'approvazione della legge Veil nel 1975.
Nel 2000 fondò la Maison des Femmes a Montreuil, dedicata ad assistere le donne che avevano affrontato la violenza per reintegrarsi nella vita comune. Nel 2007 fondò una casa di riposo autogestita dal nome Maison des Babayagas, la quale fornì strutture per le donne anziane, incoraggiandole a vivere insieme in modo libero e costruttivo. Inoltre, sostenendo che non era mai troppo tardi per imparare, fondò l'università della terza età Université des Savoirs sur la Vieillesse (UNISAVIE), la prima nel suo genere.
Nel 2008 fu insignita della Legion d'Onore. Morì nel 2016.